# 인데펜디엔테 산타페
인데펜디엔테 산타페(Independiente Santa Fe)는 콜롬비아의 수도 보고타를 연고지로 하는 축구 클럽이다. 이 팀은 1941년에 창단되었으며, 현재 카테고리아 프리메라 A에 참가하고 있다.

## 선수 명단

### 현역
참고: FIFA 자격 규정에 따라 소속된 국가대표팀 국기를 표시합니다. 선수는 복수의 FIFA 비회원국 국적을 가지고 있을 수 있습니다.
| 번호 | 포지션 | 국적       | 이름              |
| ---- | ------ | ---------- | ----------------- |
| 17   | DF     | 아르메니아 | 호르디 몬로이     |
| 18   | DF     |            | 에마누엘 올리베라 |
| 29   | MF     |            | 루카스 리오스     |

| 번호 | 포지션 | 국적 | 이름 |
| ---- | ------ | ---- | ---- |

## 역대 감독
| 감독                | 임기        |
| ------------------- | ----------- |
| 토도르 베셀리노비치 | 1969 ~ 1971 |
| 호르헤 루이스 핀토  | 1986 ~ 1987 |
| 호르헤 루이스 핀토  | 1991 ~ 1993 |
| 토도르 베셀리노비치 | 1995 ~ 1996 |
| 리카르도 가레카     | 2006        |